# Companhia de Transportes do Estado da Bahia
Companhia de Transportes do Estado da Bahia (CTB) é uma empresa estatal brasileira do Estado da Bahia e está subordinada à Secretaria de Desenvolvimento Urbano (SEDUR). Seu foco é o serviço de transportes de passageiros sobre trilhos de competência estadual, para o qual tem a missão de planejar e construir o sistema metroferroviário da Região Metropolitana de Salvador.
A CTB ainda está envolvida na implantação de sistemas ferroviários de transporte de passageiros de interesse regional no Brasil, especificamente no projeto baiano de trem regional entre Conceição da Feira, Salvador e Alagoinhas.

## História

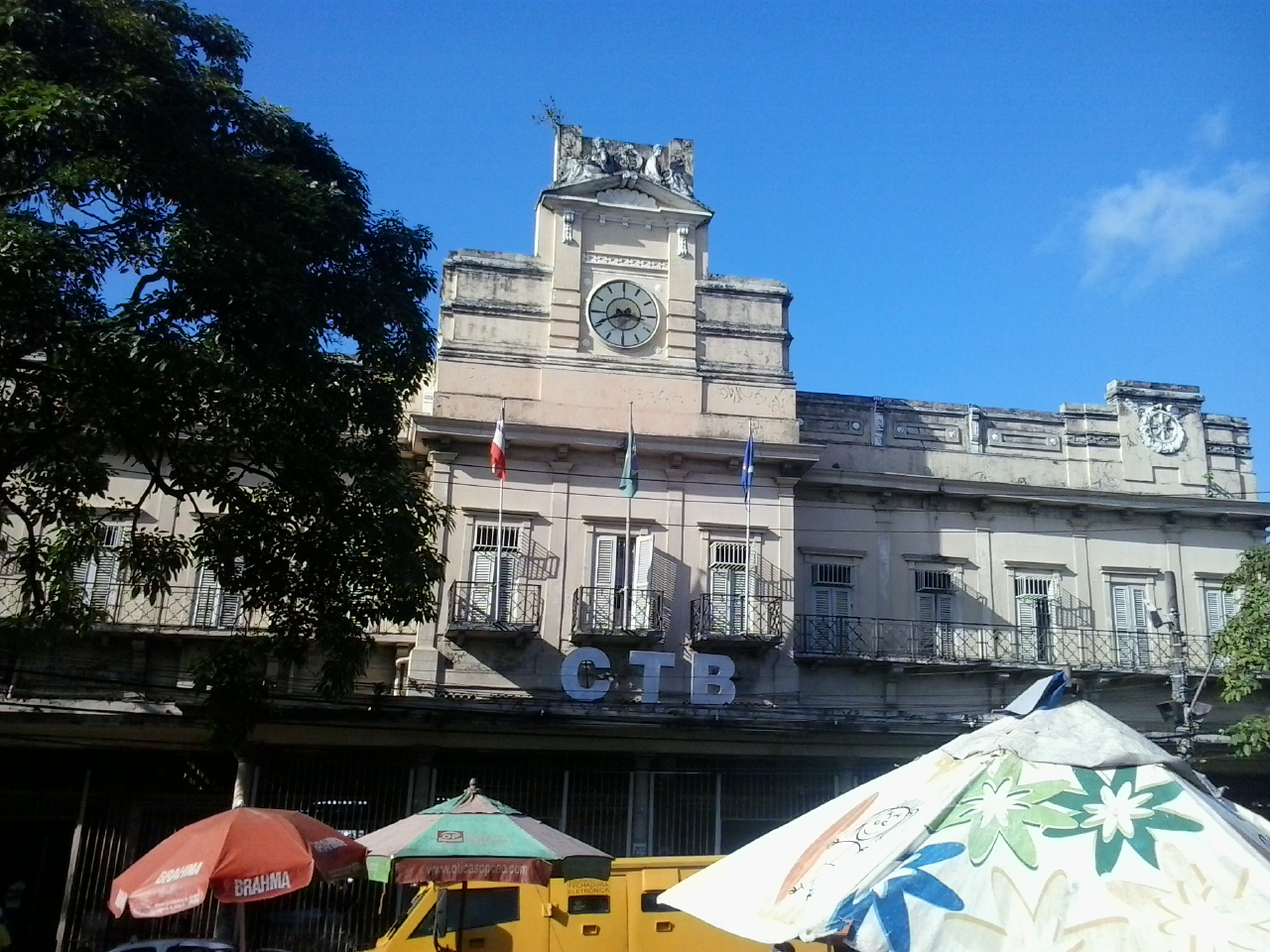
Fachada da Estação Calçada com a sigla CTB, onde a companhia está sediada

A CTB surgiu como Companhia de Transporte de Salvador (CTS) no ano de 1999, companhia estatal municipal destinada a implantar e operar o metrô de Salvador. Em 2005, o Sistema de Trens Urbanos de Salvador (trecho ferroviário entre as estações de Calçada e Paripe) foi transferido para a Prefeitura de Salvador, para a gestão da então CTS, após a Companhia Brasileira de Trens Urbanos (CBTU) encerrar suas atividades na cidade.
Em 2013, a empresa esteve envolvida novamente em acordo entre as esferas de governo, nesse momento entre a Prefeitura de Salvador e o Governo da Bahia. A lei ordinária municipal n.º 8 411 e a lei ordinária estadual n.º 12 808 de 25 de abril de 2013 oficializaram a transferência do controle da empresa para o governo estadual. Sob controle estadual, Carlos Martins, ex-secretário estadual da Fazenda, assumiu a presidência da nova companhia em 27 de maio de 2013. Ainda nesse processo de transição, a lei estadual n.º 12 911 de 11 de outubro de 2013 integrou a CTB à estrutura administrativa governamental estadual, subordiando-a à SEDUR, e renomeou a empresa pública para o atual nome.
Em 2014, a presidência da companhia foi assumida por José Eduardo Copello, ex-titular interino e ex-chefe de gabinete da SEDUR. Em 2015, tornou-se associada da Associação Nacional dos Transportadores de Passageiros sobre Trilhos (ANPTrilhos).